# Neoferdina cumingi
Neoferdina cumingi är en sjöstjärneart som först beskrevs av Gray 1840.  Neoferdina cumingi ingår i släktet Neoferdina och familjen Ophidiasteridae.
Artens utbredningsområde är Nya Kaledonien. Inga underarter finns listade i Catalogue of Life.

## Bildgalleri

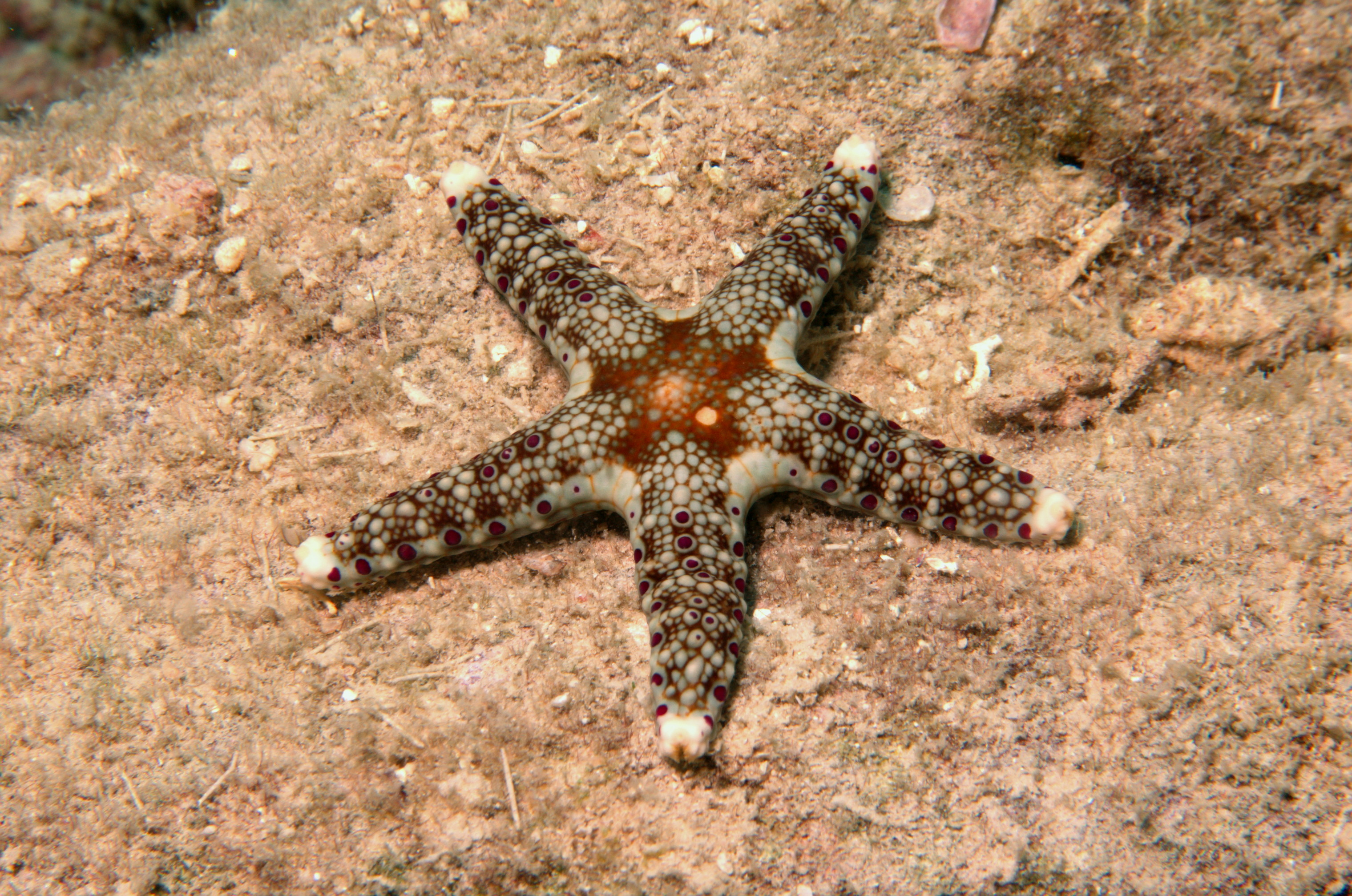